# NGC 3061
NGC 3061 je galaksija u zviježđu Zmaju.

## Vanjske poveznice
- SEDS: NGC 3061